# Senecio myriocephalus
Senecio myriocephalus là một loài thực vật có hoa trong họ Cúc. Loài này được Sch.Bip. ex A.Rich. miêu tả khoa học đầu tiên năm 1848.